# Suzanne Crough
Suzanne J. Crough (6 de marzo de 1963 – 27 de abril de 2015) fue una actriz infantil estadounidense mejor conocida por su papel de Tracy Partridge en The Partridge Family.

## Carrera

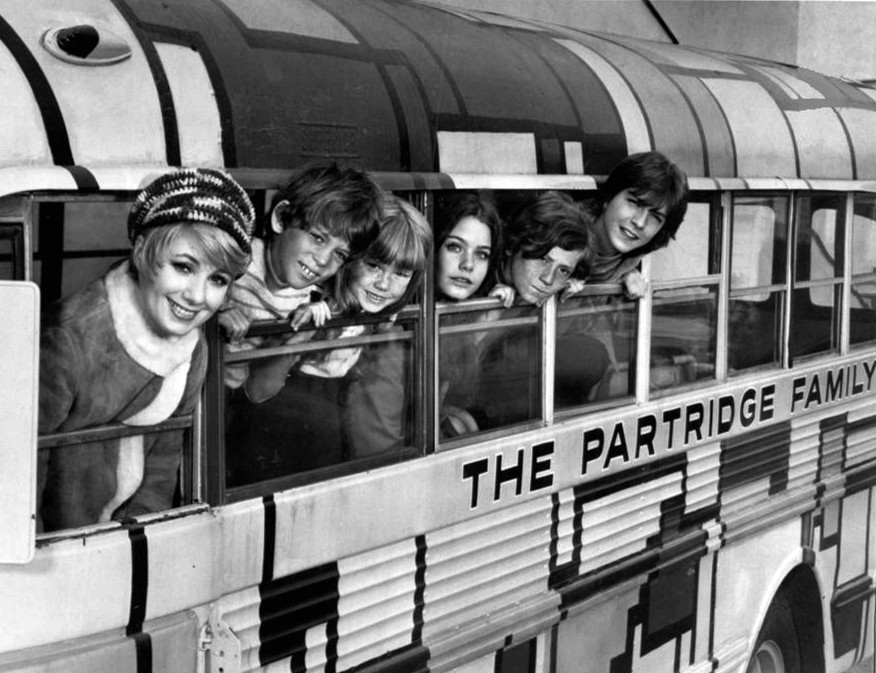
The Partridge Family, temporada 1. I-D: Shirley Jones, Jeremy Gelbwaks, Suzanne Crough, Susan Dey, Danny Bonaduce y David Cassidy.

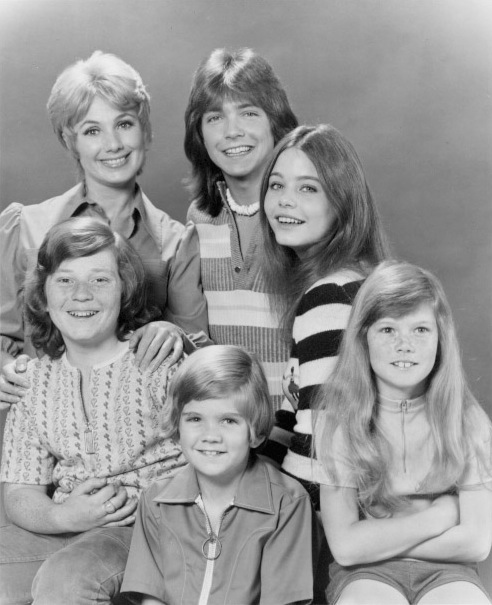
Crough (abajo a la derecha) a los 9 años. Ella se ve aquí con otros miembros del reparto de The Partridge Family en 1972

En The Partridge Family, una comedia musical que se emitió de 1970 a 1974, Crough interpretó a Tracy Partridge, la hermana menor de Partridge, que tocaba la pandereta. También hizo la voz de Tracy en la caricatura del sábado por la mañana de 1974 Partridge Family 2200 A.D. Después de The Partridge Family, hizo varias películas para televisión e hizo apariciones como invitada en programas de televisión durante los años 70, incluyendo Mulligan's Stew. Su último papel acreditado en pantalla fue como Kate en la película de televisión de 1980 Children of Divorce.

## Vida post-actuación
Crough se graduó en Los Angeles Pierce College y hasta 1993 era propietario y operaba una librería. Se casó con William Condray en julio de 1985; la pareja tuvo dos hijas.
El 2 de marzo de 2010, durante una entrevista de reunión con varias co-estrellas de The Partridge Family en The Today Show, ella declaró que era gerente en un OfficeMax en Bullhead City, Arizona.

## Muerte
Crough murió mientras estaba sentada en su mesa de comedor en su casa en Laughlin, Nevada, el 27 de abril de 2015, a la edad de 52 años. La causa de la muerte no se notificó inmediatamente, pero la policía de Las Vegas emitió una declaración en la que afirmaba que se debía a un "episodio médico" y que no era "sospechoso". Según el forense del condado de Clark, Nevada, la causa de muerte de Crough fue displasia ventricular derecha arritmogénica (ARVD), una forma rara de cardiomiopatía.
Varios de las coestrellas de Crough en Partridge Family rindieron tributo a ella, incluyendo Shirley Jones y Danny Bonaduce. Bonaduce se lamentó: "Todo el mundo pensaba que yo sería la primera Partridge en ir. Tristemente era la pequeña Tracy. Suzanne era una mujer maravillosa y una buena madre. La echaremos de menos."

## Filmografía
| Año     | Título                                                           | Papel                 | Notas                                         |
| ------- | ---------------------------------------------------------------- | --------------------- | --------------------------------------------- |
| 1970–74 | The Partridge Family                                             | Tracy Partridge       | 96 episodios                                  |
| 1973    | Goober and the Ghost Chasers                                     | Tracy Partridge (voz) | 8 episodios                                   |
| 1974–75 | Partridge Family 2200 A.D.                                       | Tracy Partridge (voz) | 16 episodios                                  |
| 1976    | Dawn: Portrait of a Teenage Runaway                              | Runaway               | Telefilme (papel sin acreditar)               |
| 1977–78 | Fred Flintstone and Friends                                      | Tracy Partridge (voz) | Segmento: The Partridge Family in Outer Space |
| 1977    | Mulligan's Stew                                                  | Stevie Freedman       | 7 episodios                                   |
| 1977    | Thanksgiving Reunion with The Partridge Family and My Three Sons | Ella misma            | Especial de televisión                        |
| 1978    | The New Adventures of Wonder Woman                               | Chical #2             | Episodio: "My Teenage Idol Is Missing"        |
| 1978    | Teenage Father                                                   | Madre adolescente     | Cortometraje                                  |
| 1980    | Children of Divorce                                              | Kate                  | Telefilme                                     |